# Gott ist ein Popstar
Gott ist ein Popstar (ted. "Dio è una popstar") è il primo singolo tratto dal nono album della band industrial metal tedesca OOMPH!. La copertina ritrae il Tristo Mietitore in mezzo ad un gregge di pecore.

## Tracce[1]
1. Gott ist ein Popstar 03:53
2. Ich will deine Seele (Voglio la tua anima) 03:20
3. Weißt du wie viel Sterne stehen (Sai quante stelle ci sono?) 03:43
4. Fragment 02:41
5. Gott ist ein Popstar (Transporterraum Mix) 06:16